# ناصري (خنافره)
ناصري (بالفارسية:روستای ناصری)، هي إحدى القری التابعة لريف ناصري في قسم خنافره من مقاطعة الفلاحية، في محافظة محافظة خوزستان الإيرانية.

## السكان
- حسب إحصاءات سنة 2006، بلغ إجمالي السكان في هذه القرية 1426 نسمة موزعين على 226 مسكن.[1]

## وصلات خارجية
- محافظة خوزستان